# إيرين أوشيدا
إيرين أوشيدا (بالإنجليزية: Irene Uchida)‏‏ (8 أبريل 1917 في فانكوفر - 30 يوليو 2013 في تورونتو) أحيائية، وعالمة وراثة من كندا.

## التعليم
تعلمت إيرين أوشيدا في:
- جامعة كولومبيا البريطانية

## الجوائز
حصلت إيرين أوشيدا على الجوائز الآتية:
- ضابط وسام كندا